# Pluto Kuiper Express

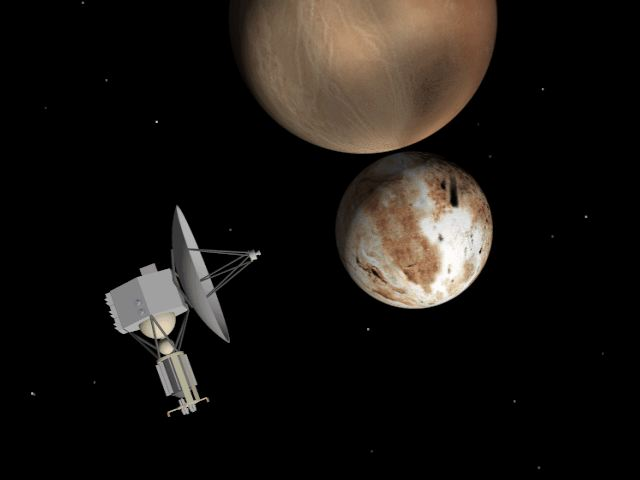
Impressão artística do Pluto Kuiper Express.

Pluto Kuiper Express foi uma missão espacial da NASA designada para sobrevoar Plutão e suas luas e pelo menos um outro objeto transneptuniano. Seu lançamento estava previsto para 2004, e a sonda iria chegar em Plutão em 2012. A missão foi cancelada por razões orçamentárias, mas foi substituída pela New Horizons.